# Leandro Domingues
Leandro Domingues Barbosa (Vitória da Conquista, Brasil, 24 de agosto de 1983-Salvador, Bahía, 1 de abril de 2025) fue un futbolista brasileño.

## Biografía
Jugaba de Interior derecho y su último equipo fue el Kashiwa Reysol de la J1 League de Japón.
Domingues falleció la noche del 1 de abril de 2025, a los 41 años, como consecuencia de un cáncer testicular.

## Clubes
| Club             | País   | Año         | Part. | Goles | Asist. | Prom. |
| ---------------- | ------ | ----------- | ----- | ----- | ------ | ----- |
| Vitória          | Brasil | 2001 - 2006 | 35    | 5     | 9      | 0.09  |
| Cruzeiro         | Brasil | 2007 - 2008 | 28    | 7     | 6      | 0.25  |
| Vitória (cedido) | Brasil | 2008 - 2009 | 49    | 11    | 8      | 0.22  |
| Kashiwa Reysol   | Japón  | 2010 - 2014 | 140   | 61    | 43     | 0.44  |
| Nagoya Grampus   | Japón  | 2014 - 2015 | 17    | 3     | 4      | 0.18  |
| Vitória          | Brasil | 2016        | 9     | 1     | 1      | 0.11  |
| Yokohama         | Japón  | 2017 - 2018 | 57    | 14    | 24     | 0.25  |
| Total            |        | 2001 - 2018 | 335   | 102   | 95     | 0.3   |

## Palmarés

### Campeonatos nacionales
| Título             | Club           | País  | Año  |
| ------------------ | -------------- | ----- | ---- |
| J2 League          | Kashiwa Reysol | Japón | 2010 |
| J1 League          | Kashiwa Reysol | Japón | 2011 |
| Supercopa de Japón | Kashiwa Reysol | Japón | 2012 |
| Copa del Emperador | Kashiwa Reysol | Japón | 2012 |
| Copa J. League     | Kashiwa Reysol | Japón | 2013 |

### Torneos estatales
| Título             | Club     | País   | Año  |
| ------------------ | -------- | ------ | ---- |
| Campeonato Baiano  | Vitória  | Brasil | 2002 |
| Campeonato Baiano  | Vitória  | Brasil | 2003 |
| Campeonato Baiano  | Vitória  | Brasil | 2004 |
| Campeonato Baiano  | Vitória  | Brasil | 2005 |
| Campeonato Mineiro | Cruzeiro | Brasil | 2008 |

### Distinciones individuales
| Honor                         | Torneo         | País  | Equipo         |
| ----------------------------- | -------------- | ----- | -------------- |
| Mejor jugador de la temporada | J. League 2011 | Japón | Kashiwa Reysol |